# Le Mariage de Chiffon
Pour plus de détails, voir Fiche technique et Distribution.
Le Mariage de Chiffon est un film français réalisé par Claude Autant-Lara, sorti en 1942, adaptation du roman éponyme de Gyp.

## Synopsis
Corysande, dite Chiffon, est une jeune fille exubérante et en constante révolte contre sa mère, une veuve remariée avec Philippe de Bray. Chiffon aime en secret Marc de Bray, frère de son beau-père et si passionné d'aviation qu'il s'est presque ruiné à construire des avions.
Chiffon rencontre fortuitement un soir le lieutenant-colonel et duc d'Aubière, qui vient juste d'arriver en ville, étant nommé à la tête du régiment. Le duc tombe sous son charme mais ignore son nom. Retrouvant quelques jours plus tard son ami Marc de Bray, le duc est invité par celui-ci à déjeuner dans sa famille. Informée, Chiffon aborde le duc dans la rue et lui fait promettre le secret sur leur rencontre. Au fil des jours, le duc tombe amoureux de Chiffon dont la mère est enchantée par la perspective d'une telle union. 
De son côté, Marc de Bray poursuit les essais de son avion mais se trouve interrompu par un huissier venant saisir l'aéroplane au nom des créanciers. Chiffon se tourne vers Philippe de Bray, son beau-père, mais celui-ci n'a pas d'argent et elle pense alors à sa dot, mais il faudrait pour en disposer, qu'elle se marie. Et comme le duc vient de demander sa main, à la stupéfaction de Marc de Bray, elle accepte. 
Mais quelques jours plus tard, les choses ont bien changé : un riche mécène a renfloué Marc, qui projette de partir pour les Etats-Unis. Avec l'aide discrète de Jean, le maître d'hôtel, le duc comprend que Chiffon est éprise de Marc et s'en va.

## Fiche technique
- Titre : Le Mariage de Chiffon
- Réalisation : Claude Autant-Lara
- Scénario : Jean Aurenche, René Wheeler, d'après le roman de Gyp
- Dialogues : Maurice Blondeau
- Décors : Jacques Krauss
- Costumes : Claude Autant-Lara
- Photographie : Philippe Agostini, Jean Isnard
- Son : Robert Ivonnet
- Montage : Raymond Lamy
- Musique : Roger Désormière
- Production : Pierre Guerlais
- Société de production :  Sirius Films
- Pays d’'origine :  France
- Format : Noir et blanc - 35 mm - 1,37:1 - Mono
- Genre : Comédie
- Durée : 103 minutes
- Date de sortie : France, 6 août 1942
- Affiche : Roger Cartier (France)

## Distribution
- Odette Joyeux : Corysande dite « Chiffon »
- André Luguet : le duc d'Aubières
- Jacques Dumesnil : Marc de Bray
- Louis Seigner : Philippe de Bray
- Bernard Blier : le garçon d'hôtel
- Georges Vitray : Van Doren
- Pierre Larquey : Jean
- Robert Le Vigan : l'huissier
- Suzanne Dantès : Madame de Bray
- Raymond Bussières : Marcel Férez
- Luce Fabiole : la couturière
- Émile Genevois : le groom
- Marthe Mellot : la marchande de journaux
- Jeanne Perez : Mme Férez
- Germaine Stainval : la dame de l'hôtel
- France Ellys : Sophie
- Monette Dinay : Mme de Liron
- Richard Francœur : Léon
- Pierre Jourdan : l'officier
- Yvonne Yma : la cuisinière

## Critique
Selon le magazine Télé 7 jours, Le Mariage de Chiffon est « tendre, charmant, un film au charme rétro qu'on reverra avec plaisir ».

## Autour du film
Une première version fut tournée en Italie (1918) par Alberto Carlo Lolli (en).
Le roman de la comtesse Sibylle Gabrielle Riqueti de Mirabeau, dite « Gyp », a fait l'objet d'une nouvelle adaptation par Jean-Daniel Verhaeghe pour France 2 dans le cadre de la série télévisée Au siècle de Maupassant : Contes et nouvelles du XIXe siècle ; le tournage de Le Mariage de chiffon a lieu en 2009, la diffusion en 2010.